# Wiesweiler
Wiesweiler là một đô thị ở huyện Kusel, bang Rheinland-Pfalz, phía tây nước Đức. Đô thị Wiesweiler có diện tích 3,33 km².